# Алимов, Зариф Закирович
Зари́ф Заки́рович Али́мов (1921 — 31 января 1945 года) — участник Великой Отечественной войны, командир взвода автоматчиков мотострелкового батальона 56-й мотострелковой бригады 23-го танкового корпуса 2-го Украинского фронта. Герой Советского Союза (24.03.1945), лейтенант.

## Биография
Родился в 1921 году в крестьянской семье. По национальности татарин. Член КПСС с 1944 года. Получил неполное среднее образование. Работал в колхозе счетоводом, позднее трактористом.
В 1940 году призван в ряды Красной армии. С июня 1941 года на фронтах Великой Отечественной войны. В 1942 году окончил курсы младших лейтенантов. В одном из боёв лейтенант Алимов был тяжело ранен. Лейтенант Алимов особо отличился в боях на территории Румынии. 30 августа 1944 года ночью в горно-лесистой местности сумел доставить частям бригады важный приказ командира соединения, а 2—3 сентября взвод под его командованием в районе города Онешти вёл бои с превосходящими силами противника и нанёс врагу значительный урон.

Указом Президиума Верховного Совета СССР от 24 марта 1945 года
за образцовое выполнение боевых заданий Командования на фронте борьбы с немецкими захватчиками и проявленные при этом отвагу и геройство
 лейтенанту Алимову Зарифу Закировичу посмертно присвоено звание Героя Советского Союза.
В конце января 23-й танковый корпус вёл тяжёлые наступательные бои юго-восточнее озера Веленце против немецко-венгерской группировки, основу которой составляли элитные танковые дивизии СС «Викинг» и «Тотенкопф». 31 января 1945 года лейтенант Алимов погиб в бою за станцию Зичиуйфалу. Похоронен в братской могиле у станции Петтенд (медье Фейер, Венгрия).

## Награды
- Медаль «Золотая Звезда» Героя Советского Союза
- Орден Ленина
- Орден Отечественной войны I степени
- Орден Отечественной войны II степени
- Орден Красной Звезды

## Память
- Похоронен в пяти километрах северо-восточнее озера Веленце в Венгрии.